# لغات القارلوق
اللغات القارلوقية (المعروفة أيضًا باسم لغات القارلوق أو اللغة التركية العامة الجنوب شرقية) هي فرع من عائلة اللغات الأتراكية التي تطورت من اللغة التي كان يتحدثها شعب القارلوق.
العديد من الأعمال التركية الوسطى كانت مكتوبة باللغات المتفرعة من القارلوقية. مثل لغات خانية القراخانات والتي كانت تُعرف بالتركية أو الفرغانية أوالكشغرية أو الخاقانية، وأيضاً اللغة الجغتائية التي كانت هي اللغة المستخدمة في خانية جغتاي.
اللغة القارلوقية كانت مستخدمة في العديد من الخانيات في أسيا الوسطى مثل خانية جغتاي و خانية القراخانات وخانية الياركنت، بالإضافة إلى الخانيات الناطقة باللغة الأوزبكية مثل خانية بخارى وإمارة بخارى وخانية خيوة وخانية خوقند.

## التصنيف
| التركية الأولية | التركية العامة | القارلوقية | الغربية | - اللغة الأوزبكية                                                                        |
| التركية الأولية | التركية العامة | القارلوقية | الشرقية | - اللغة الأويغورية - لغة آينو - لغة إيلي التركية - اللغة الجغتائية † - اللغة القرخانية † |

## قائمة اللغات
تتفرع عن لغة القارلوق عدة لغات وهي:
- الأوزبكية - يتحدث بها الأوزبك؛ ما يقرب من 27 مليون متحدث.
- الأويغورية - يتحدث بها الأويغور؛ ما يقرب من 10 ملايين متحدث
- لغة آينو - يتحدث بها شعب الأينو؛ ما يقرب من 600 6 متحدث (2000).
- لغة إيلي التركية - وهي لغة مهددة بالانقراض يتحدثها الترك الإليون، وهم فئة عرقية معترف به كمجموعة فرعية من الأوزبك؛ عدد المتحدثين بها لم يتجاوز 120 متحدث عام 1980 والعدد في تناقص.
- اللغة الجغتائية - وهي لغة منقرضة وكانت تستخدم في خانية جغتاي وعلى نطاق واسع في آسيا الوسطى، وظلت اللغة الأدبية المشتركة هناك حتى أوائل القرن العشرين.
- اللغة القرخانية - وهي اللغة الأدبية لخانية جغتاي التي تعتبر شكلاً لاحقاً من اللغة التركية الوسطى.